# ベンジル酸
ベンジル酸（ベンジルさん、benzilic acid）は、白色結晶の芳香族化合物のカルボン酸で、多くの1級アルコールに溶ける有機化合物である。

## 合成
ベンジル酸は、ベンジルとアルコールと水酸化カリウムの混合物を熱することで作られる。また、ベンズアルデヒドを縮合させてベンジルとし、それをベンジル酸転位させる合成法もある。これはユストゥス・フォン・リービッヒによって1838年に初めて示された方法である。